# Vânia Fernandes
Vânia Fernandes, portugalska pevka; *1985, Funchal, Madeira, Portugalska..
Leta 2008 je na Pesmi Evrovizije s pesmijo Senhora Do Mar predstavljala svojo domovino, se uvrstila v finale in zasedla 13. mesto. Soavtor pesmi je bil Andrej Babić, ki je napisal že več evrovizijskih pesmi, med drugimi tudi skladbo Cvet z juga, ki jo je leta 2007 na evrovizijskih odrih pela Alenka Gotar.

## Življenjepis
Vânia Fernandes se je rodila očetu mehaniku in materi šivilji. Glasbeni preboj je doživela leta 2007, ko je zmagala na portugalskem glasbenem šovu novih talentov Operação Triunfo. Prvič je na glasbenih odrih nastopila sicer že deset let prej, in sicer na festivalu Funchal a Cantar v rodni vasi na otoku Madeira. Njen glasbeni slog zajema pop, rock, jazz ... Med letoma 2001 in 2007 je na konzervatoriju na Madeiri študirala petje.